# 조르조 나폴리타노
조르조 나폴리타노(이탈리아어: Giorgio Napolitano, 문화어: 죠르죠 나뽈리따노, 1925년 6월 29일~2023년 9월 22일)는 이탈리아의 정치인이며 이탈리아 제11대 대통령이다. 2006년 5월 15일부터 2015년 1월 14일까지 대통령 직을 역임했다.
그는 1953년 하원의원에 당선되었으며, 1992년부터 1994년까지 하원의장, 1996년부터 1998년까지 내무장관을 맡았다. 2006년 5월 10일 중도좌파연합 소속으로 제11대 대통령에 선출되었다. 2013년 대선 때 후보자가 나오지 않아, 단임제라는 한계를 넘어 자연스레 재선되었으나, 2015년 1월 14일 사임했다. 그는 이탈리아 최초의 공산당 출신 대통령이다.

## 생애
나폴리에서 태어났으며, 나폴리 페데리코 2세 대학교에서 법학을 졸업했다. 극장 예술에 관심을 갖고 있었으며, 나폴리의 소극장에서 배우로 활동했다.
제2차 세계 대전 중 이탈리아 민주공화당 당원으로 있으면서, 이탈리아의 국가 파시스트당의 독재에 반대하는 투쟁에 참여했다.

## 정치 활동
1945년 이탈리아 공산당에 입당했으며, 나폴리의 공산당 청년단의 지도자로 활동했다. 1953년 조르조 아멘돌라의 후임으로 하원 선거에 출마, 당선됐다. 1967년 공산당 지도부 간부 및 서기 국원이 되었다.

## 대통령
2006년 대통령 선거에서 당선되었고, 참피 대통령의 조기 사임에 따라 조기 취임했다. 전에는 이런 경우 일정 기간 동안 다른 사람이 권한 대행을 했지만, 그는 바로 취임했다. 이로써 그는 이탈리아 최초의 공산당 출신 대통령이 되었다.
2013년 5월 임기 만료와 함께 퇴임할 예정이었지만, 동년 총선에서 의회는 혼란 속에서 프랑코 마리니 전 상원의원과 로마노 프로디 전 총리를 후보로 선출했으나, 둘 다 의회 상하 양원 합동회의에서 대통령 선출에 필요한 표를 획득하지 못하여, 결국 연임을 해야 한다는 주장이 나왔다. 하지만 그는 87세로 고령이었기 때문에 당초 이를 고사했다. 그러나 의회 각 파 지도자들이 대거 연임을 요청하자 결국 이를 수락하였으며, 4월 20일 6차 대통령 선출 투표에서 재선되었다. 이로써 그는 이탈리아 최초로 재선하는 대통령으로 기록되었다.
2015년 1월 14일 건강 문제로 사임하였다. 총 9년간의 재직으로, 이탈리아의 최장기 집권 대통령으로 기록되었다. 피에트로 그라소가 임시 대통령으로 취임했으며, 이어 세르지오 마타렐라가 신임 대통령으로 선출되었다.

## 평가
움베르토 2세 전 국왕과 신체적 특징이 유사하고 행동이 신중하여, "움베르토 왕"이라는 별명이 있다. 또한 공산주의자였던 점 때문에 "붉은 왕자"라고도 불린다.
과거사 문제에 대해서도 적극적으로 발언했으며, 제2차 세계대전 때인 1943년부터 1945년까지 유고슬라비아의 이스트리아와 달마티아에서 일어난 이탈리아인 집단 학살과 동굴에서 발견된 시신들을 이유로 많은 이탈리아인들이 강제 추방된 것을 언급했을 때 크로아티아 정부가 반발했다.